# Konrad-Lorenz-Institut für Evolutions- und Kognitionsforschung

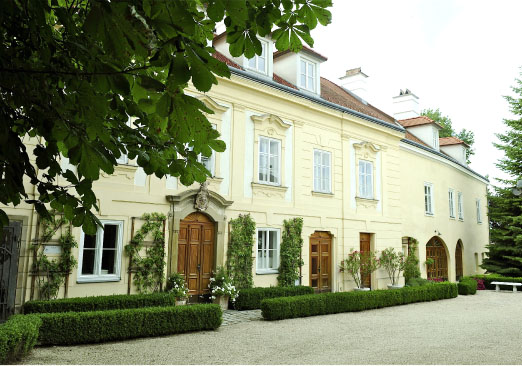
Das Barockpalais des Instituts in Klosterneuburg

Das Konrad-Lorenz-Institut für Evolutions- und Kognitionsforschung (KLI) ist ein österreichisches Forschungsinstitut, das sich mit den Fragen der Theoretischen Biologie beschäftigt. Es fördert die Artikulation, Analyse und Integration von biologischen Theorien und die Erforschung ihrer wissenschaftlichen und kulturellen Bedeutung. Bis 2013 war es in Altenberg angesiedelt und befand sich in der Villa, die der Vater von Konrad Lorenz dort erbauen ließ. Heute ist es in Klosterneuburg, nahe Wien, im denkmalgeschützten ehemaligen Kremsmünsterhof beheimatet.
Das Institut wurde 1990 aus privaten Mitteln gegründet und erhält zusätzliche Unterstützung durch das Land Niederösterreich.  Dem zunächst durch Rupert Riedl geleiteten Institut stand von 1998 bis 2023 Gerd B. Müller vor. Seit 2024 wird das KLI von Philipp Mitteröcker geleitet.
Es unterhält außerdem enge Beziehungen zu Instituten höherer Bildung in Wien und Niederösterreich sowie auch zu internationalen Instituten mit ähnlichen Forschungszielen. Das Institut bietet eine stimulierende und kreative Umgebung für Fellows, Wissenschaftler und Studenten, die sich mit Themen der Theoretischen Biologie beschäftigen möchten. Außerdem wird durch die Vorträge und Seminare des KLI eine Plattform für die kritische Diskussion aktueller Themen in der Biowissenschaft geboten. 

## Aktivitäten
Das KLI unterstützt theoretische Forschung in den Bereichen evolutionäre Entwicklungsbiologie und evolutionäre Kognitionsforschung. Dies wird durch das Zurverfügungstellen von Fellowships für Absolventen, Postdoktoranden und Wissenschaftler ermöglicht. Ergänzend organisiert das KLI Vorträge, Symposien und Workshops, beherbergt das Konrad Lorenz Archiv und bietet eine umfangreiche Datenbank zur theoretischen Biologie und anderen verwandten Feldern. Gemeinsam mit Springer Science+Business Media wird das Journal Biological Theory veröffentlicht.

### Fellows
Fellows sind Wissenschaftler und Studenten, die am Institut an eigenen Projekten arbeiten können. Vornehmlich werden Forschungsprojekte in den Bereichen der evolutionären Entwicklungsbiologie und der evolutionären Kognitionsforschung unterstützt. Das KLI ist aber auch offen für andere verwandte und interdisziplinäre Forschungsfelder. Ehemalige und aktuelle Fellows stammen aus den unterschiedlichsten Nationen und wurden in verschiedenen Disziplinen innerhalb der Sozial- und Naturwissenschaften ausgebildet.

### KLI Colloquien
Die KLI Colloquien ersetzen die vormals veranstalteten Brown Bag Diskussionen. Dabei handelt es sich um informelle Gesprächsrunden und Fachdiskussionen, die die aktuelle Forschung mit Bezug zu den Zielen des Instituts präsentieren.

### Symposia
Die Symposia sind aktuellen Themen der Theoretischen Biologie gewidmet, die von wissenschaftlicher und philosophischer Bedeutung sind. Sie setzen sich aus Vorträgen an der Universität Wien und nachfolgenden Diskussionen am KLI zusammen. Diese Veranstaltungen sind für die breite Öffentlichkeit zugänglich.

### Workshops
Im Institut finden unter anderem die Altenberg Workshops in Theoretical Biology statt. Diese Treffen sind auf Kernthemen der Biologie, der Wahrnehmung und des Verhaltens fokussiert. Alle Workshops werden von führenden Experten der jeweiligen Themenfelder organisiert. Die Veranstaltungen werden komplett vom KLI gesponsert; aus ihnen gingen zahlreiche Bücher hervor, deren Inhalt aus Ausführungen über neue Ideen und Konzepte, die im Rahmen des Workshops entwickelt wurden, bestehen.
Das KLI möchte dadurch einen konzeptuellen Fortschritt und Forschungsinitiativen in den Biowissenschaften generieren. Die Expertise der ausgewählten Lektoren und Autoren garantiert dabei eine hohe Qualität der Publikationen.